# Констамонит
Кастамони́т (Констамони́т, греч. Μονή Κασταμονίτου, Κωνσταμονίτου) — православный греческий монастырь на Святой Горе Афон, освящён во имя Стефана Первомученика. Основан в XI веке, двадцатый в иерархии афонских монастырей. Находится в северо-западной части Афонского полуострова, в 2 км от моря.
Собор, посвященный святому первомученику Стефану, был возведен в 1860-1871 годах.
В монастыре живут 30 монахов.
Библиотека монастыря содержит 110 рукописей и 5000 печатных книг.